# 코르나레도 스타디움

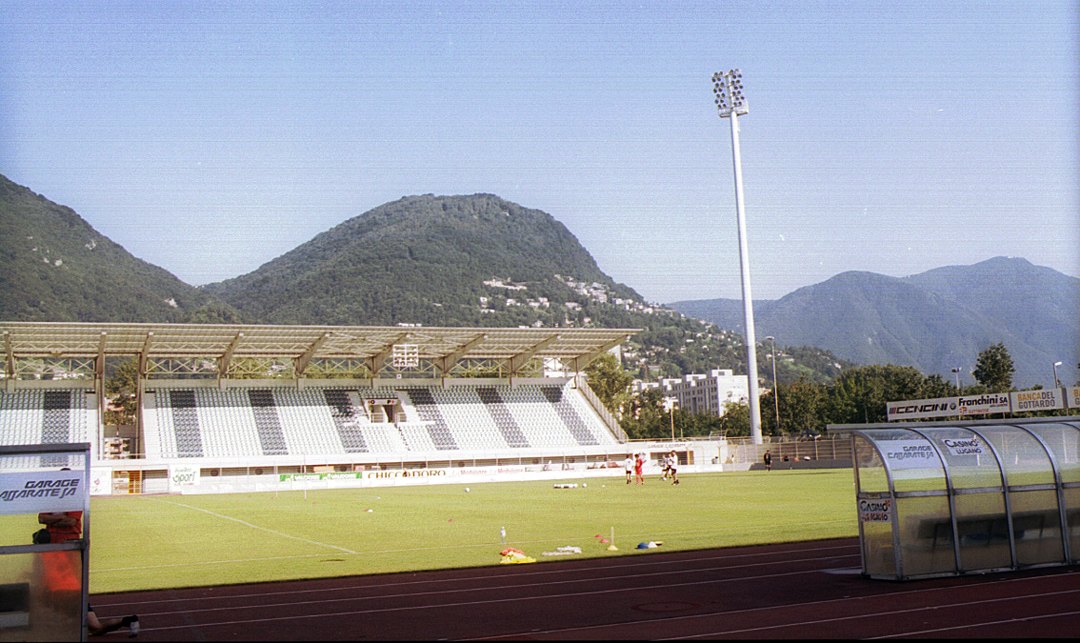

코르나레도 스타디움(Cornaredo Stadium)은 다목적 경기장으로 스위스의 루가노에 있는 경기장이다. 현재 주로 축구 경기장으로 이용되며 FC 루가노의 홈구장으로 사용된다. 경기장은 1968년에 건설되었고 16,000명의 관중이 수용가능하였다. 경기장에는 5,000석과 10,000석의 스탠딩석이 있다. 1954년 FIFA 월드컵 경기장에 사용되었다.

## 1954년 FIFA 월드컵
| 이탈리아                                                         | 4 – 1  | 벨기에    |
| ---------------------------------------------------------------- | ------ | --------- |
| Pandolfini 41′ (페널티) · Galli 48′ · Frignani 58′ · Lorenzi 78′ | Report | Anoul 81′ |

## 같이 보기
- List of football stadiums in Switzerland